# Murailles de Campagnatico
Les murailles de Campagnatico (en italien : Mura di Campagnatico), est le système défensif du centre historique de Campagnatico (province de Grosseto), en Toscane,.

## Histoire
Les murs ont été construits par les Aldobrandeschi entre les XIIe et XIIIe siècles, sur des structures défensives préexistantes datant du Xe siècle, pour enfermer et défendre le village-château de Campagnatico. Les travaux achevés comprenaient également des tours de guet et la forteresse.
Dans la seconde moitié du XIVe siècle, Campagnatico a subi quelques sièges, au cours desquels les murs et les fortifications connexes ont subi des dommages, parfois même importants. Ce n'est qu'à la fin du XVe siècle que la république de Sienne réussit à achever la rénovation des remparts.
Au cours des siècles suivants, les murs ont subi une série de modifications et d'altérations, qui n'ont cependant pas perdu, dans l'ensemble, les caractéristiques d'origine.

## Description
Dans l'ensemble, les murs conservent les éléments stylistiques des XIIe et XIIIe siècles. Ils présentent des parties exposées recouvertes de pierre, qui délimitent les zones correspondantes du village, et d'autres parties partiellement ou totalement adossées ou incorporées aux murs extérieurs des bâtiments du centre historique.
Parmi les structures fortifiées d'origine le long des murs, le complexe de la Rocca aldobrandesca et une autre tour, à l'origine une tour de garde, ont ensuite été transformés en clocher de l'église paroissiale de San Giovanni Battista, dont la zone de l'abside est située près de la section correspondante des murailles.

## Galerie

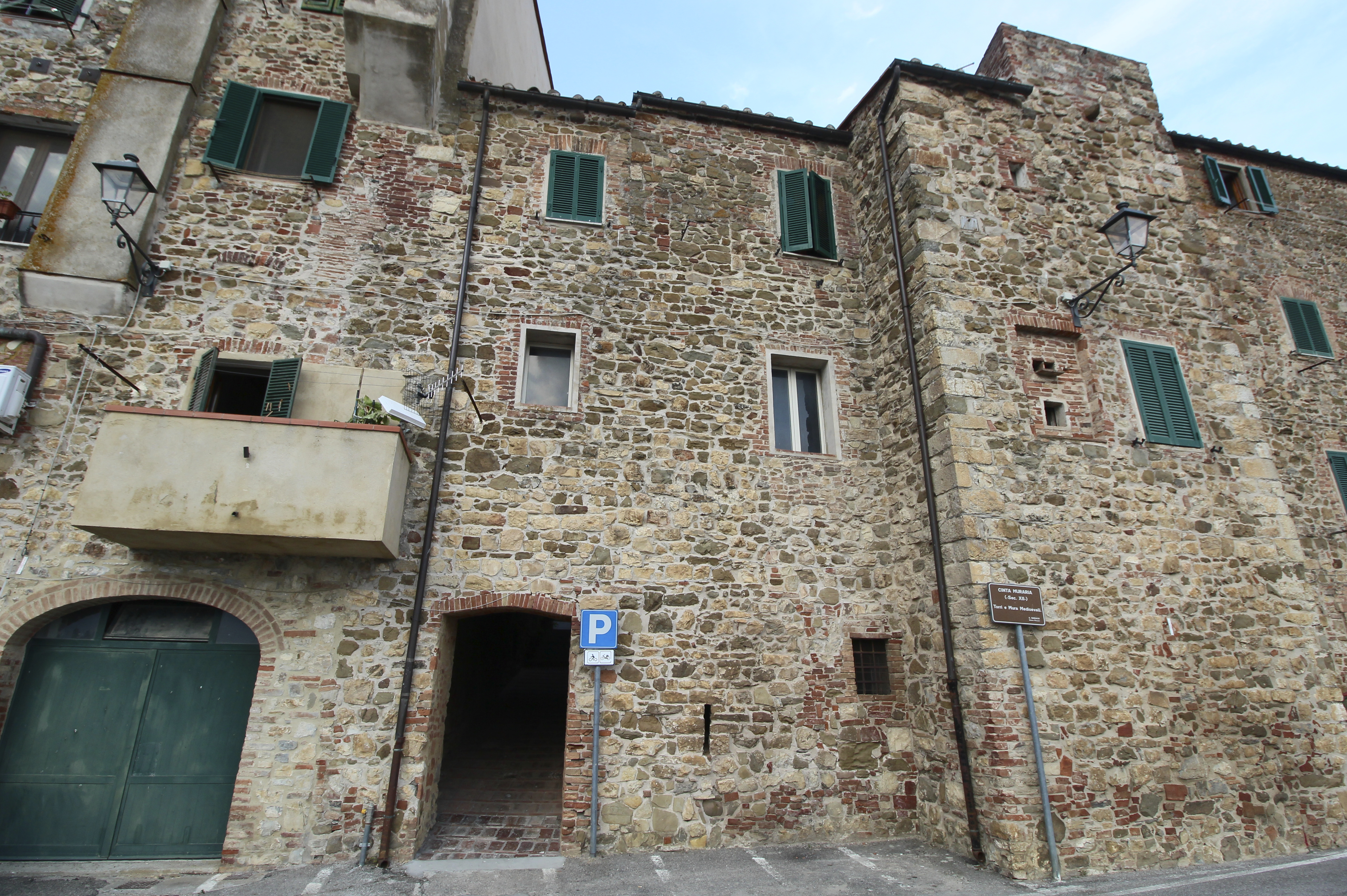
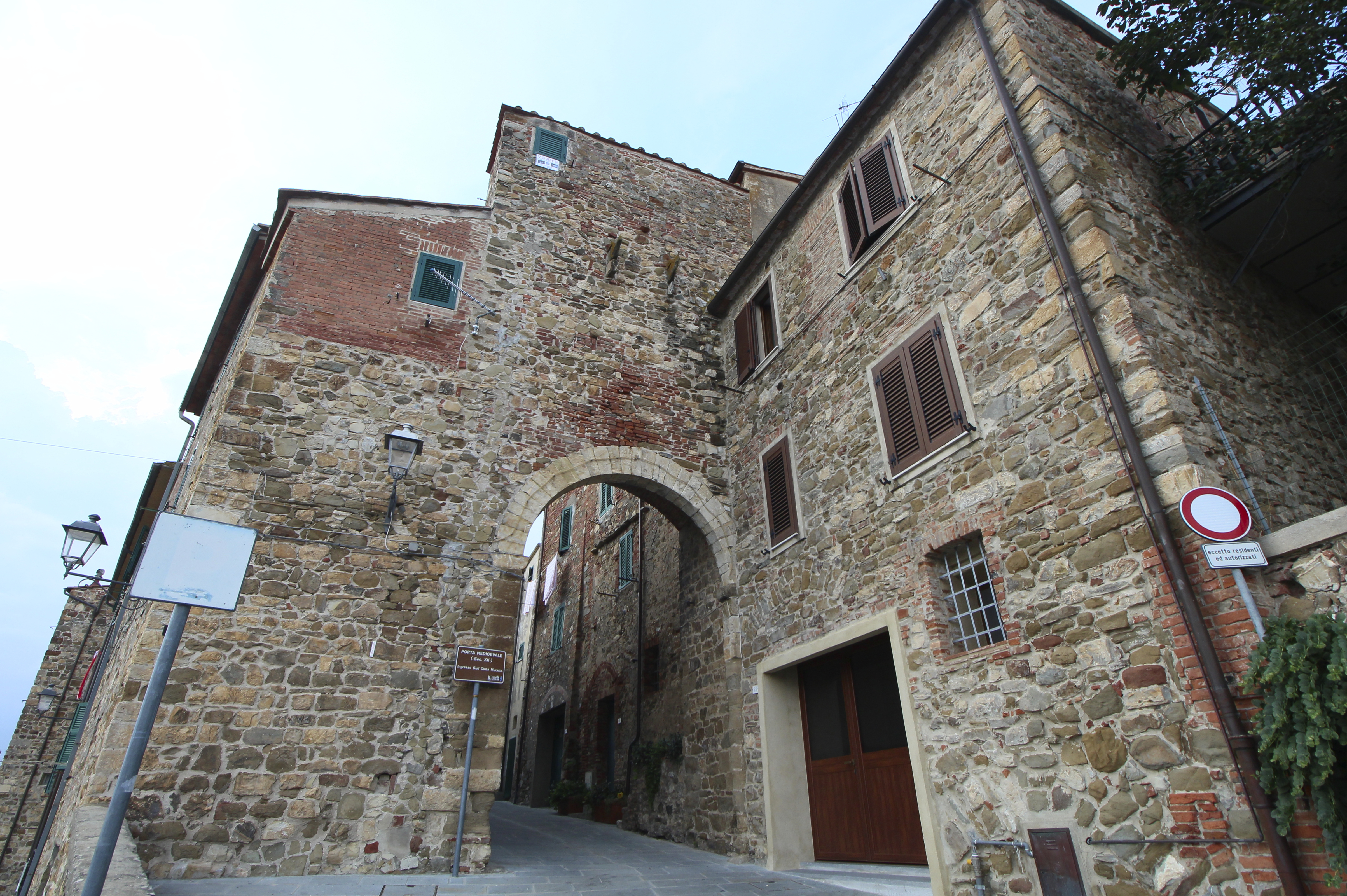
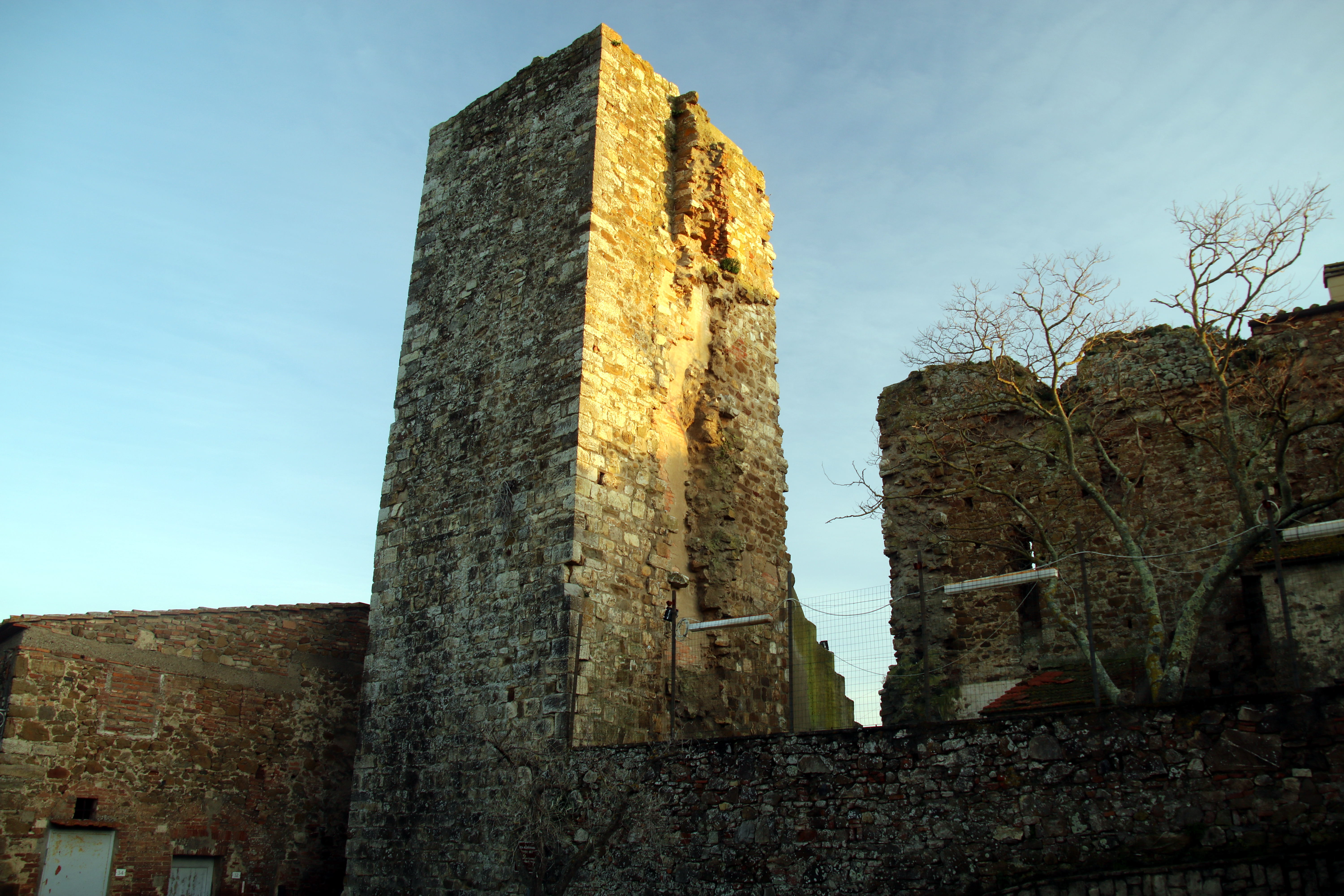
Rocca Aldobrandesca.
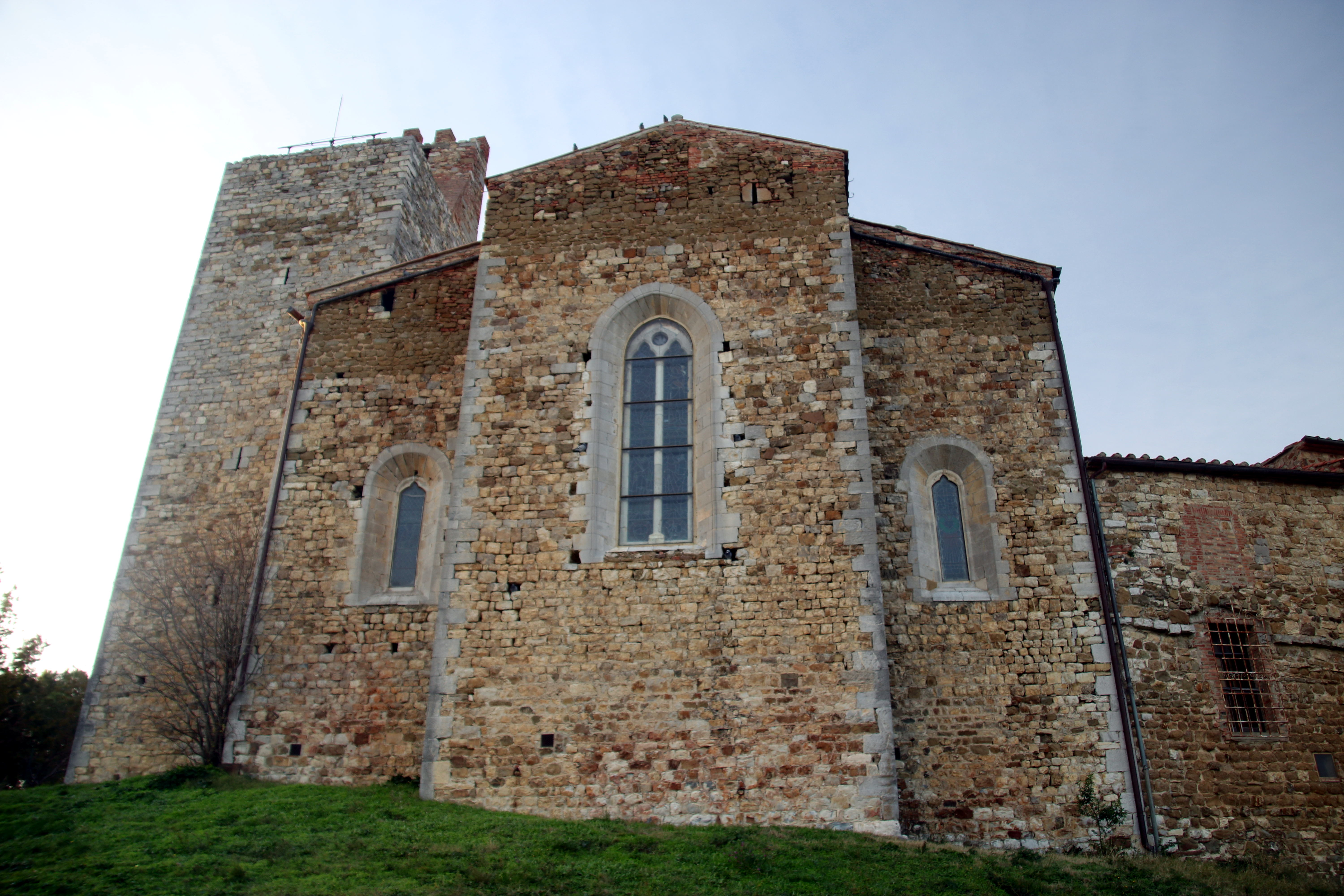
Église San Giovanni Battista.